# Peru no Campeonato Sul-Americano de Futebol Sub-20

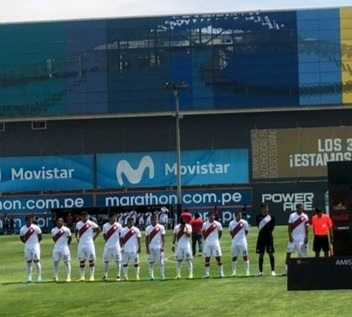
Seleção Sub-20 do Peru em dezembro de 2022

A Seleção Peruana de Futebol Sub-20 participa a cada dois anos do Campeonato Sul-Americano de Futebol Sub-20. Sua melhor participação em um Sul-Americano Sub-20 foi nas edições de 1954, 1958, 1967, 1971 e 1975, quando ficou em quarto lugar, porém ainda não se classificou para o mundial. A última vez que se classificou para a fase final foi em 2015.[carece de fontes?]

## Venezuela 1954

### Primeira fase
Os dois primeiros jogos do Peru foram empates, mas no último jogo eles conseguiram uma vitória contra o Panamá que os ajudou a se classificar para a fase final.
| Time     | P | J | V | E | D | GP | GC | SG  |
| -------- | - | - | - | - | - | -- | -- | --- |
| Brasil   | 5 | 3 | 2 | 1 | 0 | 10 | 3  | +7  |
| Peru     | 4 | 3 | 1 | 2 | 0 | 7  | 5  | +2  |
| Paraguai | 3 | 3 | 1 | 1 | 1 | 12 | 5  | +7  |
| Panamá   | 0 | 3 | 0 | 0 | 3 | 4  | 20 | -16 |

#### Partidas disputadas
| Data        | Mandante | Placar | Visitante | Referência |
| ----------- | -------- | ------ | --------- | ---------- |
| 23 de março | Paraguay | 2-2    | Peru      | [ 1 ]      |
| 27 de março | Brasil   | 1-1    | Peru      | [ 1 ]      |
| 31 de março | Peru     | 4-2    | Panamá    | [ 1 ]      |

### Fase final
| Time      | P | J | V | E | D | GP | GC | SG |
| --------- | - | - | - | - | - | -- | -- | -- |
| Uruguai   | 5 | 3 | 2 | 1 | 0 | 7  | 2  | +5 |
| Brasil    | 4 | 3 | 1 | 2 | 0 | 4  | 2  | +2 |
| Venezuela | 2 | 3 | 1 | 0 | 2 | 3  | 6  | -3 |
| Peru      | 1 | 3 | 0 | 1 | 2 | 2  | 6  | -4 |

#### Partidas disputadas
| Data        | Mandante  | Placar | Visitante | Referência |
| ----------- | --------- | ------ | --------- | ---------- |
| 5 de abril  | Uruguay   | 3-0    | Peru      | [ 1 ]      |
| 9 de abril  | Brasil    | 1-1    | Peru      | [ 1 ]      |
| 11 de abril | Venezuela | 2-1    | Peru      | [ 1 ]      |

## Chile 1958

### Fase única
| Time      | P | J | V | E | D | GP | GC | SG  |
| --------- | - | - | - | - | - | -- | -- | --- |
| Uruguai   | 7 | 5 | 2 | 3 | 0 | 13 | 9  | +4  |
| Argentina | 6 | 5 | 2 | 2 | 1 | 16 | 10 | +6  |
| Brasil    | 6 | 5 | 2 | 2 | 1 | 10 | 6  | +4  |
| Peru      | 6 | 5 | 2 | 2 | 1 | 13 | 13 | 0   |
| Chile     | 3 | 5 | 1 | 1 | 3 | 10 | 13 | -3  |
| Venezuela | 2 | 5 | 0 | 2 | 3 | 6  | 17 | -11 |

#### Partidas disputadas
| Data        | Mandante  | Placar | Visitante | Referência |
| ----------- | --------- | ------ | --------- | ---------- |
| 15 de março | Uruguai   | 4-2    | Peru      | [ 2 ]      |
| 18 de março | Argentina | 5-5    | Peru      | [ 2 ]      |
| 20 de março | Peru      | 3-2    | Chile     | [ 2 ]      |
| 26 de março | Peru      | 2-1    | Brasil    | [ 2 ]      |
| 30 de março | Venezuela | 1-1    | Peru      | [ 2 ]      |

## Colômbia 1964

### Fase única
| Time      | Pts | J | V | E | D | GP | GC | SG |
| --------- | --- | - | - | - | - | -- | -- | -- |
| Uruguai   | 9   | 6 | 4 | 1 | 1 | 8  | 5  | +3 |
| Paraguai  | 7   | 6 | 3 | 1 | 2 | 6  | 4  | +2 |
| Colômbia  | 7   | 6 | 2 | 3 | 1 | 6  | 5  | +1 |
| Chile     | 7   | 6 | 2 | 3 | 1 | 6  | 6  | 0  |
| Peru      | 5   | 6 | 2 | 1 | 3 | 7  | 9  | -2 |
| Argentina | 4   | 6 | 1 | 2 | 3 | 4  | 5  | -1 |
| Venezuela | 3   | 6 | 0 | 3 | 3 | 3  | 6  | -3 |

#### Partidas disputadas
| Data           | Mandante  | Placar | Visitante | Referência |
| -------------- | --------- | ------ | --------- | ---------- |
| 15 de janeiro  | Colômbia  | 2-1    | Peru      | [ 5 ]      |
| 19 de janeiro  | Chile     | 2-1    | Peru      | [ 5 ]      |
| 22 de janeiro  | Peru      | 2-1    | Uruguai   | [ 5 ]      |
| 26 de janeiro  | Paraguai  | 2-0    | Peru      | [ 5 ]      |
| 29 de janeiro  | Peru      | 2-1    | Venezuela | [ 5 ]      |
| 2 de fevereiro | Argentina | 1-1    | Peru      | [ 5 ]      |

## Paraguai 1967

### Primeira fase
| Time    | Pts | J | V | E | D | GP | GC | SG |
| ------- | --- | - | - | - | - | -- | -- | -- |
| Brasil  | 6   | 4 | 3 | 0 | 1 | 7  | 3  | +4 |
| Peru    | 5   | 4 | 2 | 1 | 1 | 8  | 5  | +3 |
| Chile   | 4   | 4 | 2 | 0 | 2 | 5  | 7  | -2 |
| Uruguai | 3   | 4 | 1 | 1 | 2 | 5  | 7  | -2 |
| Equador | 2   | 4 | 1 | 0 | 3 | 4  | 7  | -3 |

#### Partidas disputadas
| Data        | Mandante | Placar | Visitante | Referência |
| ----------- | -------- | ------ | --------- | ---------- |
| 3 de março  | Peru     | 2-2    | Uruguai   | [ 3 ]      |
| 8 de março  | Peru     | 3-1    | Chile     | [ 3 ]      |
| 11 de março | Peru     | 3-1    | Equador   | [ 3 ]      |
| 18 de março | Brasil   | 1-0    | Peru      | [ 3 ]      |

### Semifinal
| Data        | Mandante | Placar | Visitante | Referência |
| ----------- | -------- | ------ | --------- | ---------- |
| 26 de março | Paraguai | 2-1    | Peru      | [ 3 ]      |

## Paraguai 1971

### Primeira fase
| Time      | Pts | J | V | E | D | GP | GC | SG |
| --------- | --- | - | - | - | - | -- | -- | -- |
| Argentina | 6   | 4 | 3 | 0 | 1 | 6  | 1  | +5 |
| Peru      | 5   | 4 | 2 | 1 | 1 | 6  | 4  | +2 |
| Brasil    | 4   | 4 | 2 | 0 | 2 | 7  | 3  | +4 |
| Venezuela | 4   | 4 | 1 | 2 | 1 | 7  | 10 | -3 |
| Colômbia  | 1   | 4 | 0 | 1 | 3 | 2  | 10 | -8 |

#### Partidas disputadas
| Data        | Mandante  | Placar | Visitante | Referência |
| ----------- | --------- | ------ | --------- | ---------- |
| 1 de março  | Argentina | 1-0    | Peru      | [ 4 ]      |
| 10 de março | Venezuela | 3-3    | Peru      | [ 4 ]      |
| 14 de março | Colômbia  | 0-2    | Peru      | [ 4 ]      |
| 17 de março | Brasil    | 0-1    | Peru      | [ 4 ]      |

### Semifinal
| Data        | Mandante | Placar | Visitante | Referência |
| ----------- | -------- | ------ | --------- | ---------- |
| 22 de março | Paraguai | 3-0    | Peru      | [ 4 ]      |

## Chile 1974

### Primeira fase
| Time      | Pts | J | V | E | D | GP | GC | SG |
| --------- | --- | - | - | - | - | -- | -- | -- |
| Paraguai  | 5   | 3 | 2 | 1 | 0 | 5  | 1  | +4 |
| Argentina | 4   | 3 | 1 | 2 | 0 | 3  | 2  | +1 |
| Peru      | 3   | 3 | 1 | 1 | 1 | 2  | 2  | 0  |
| Equador   | 0   | 3 | 0 | 0 | 3 | 0  | 5  | -5 |

#### Partidas disputadas
| Data        | Mandante  | Placar | Visitante | Referência |
| ----------- | --------- | ------ | --------- | ---------- |
| 8 de março  | Paraguai  | 1-0    | Peru      | [ 6 ]      |
| 13 de março | Peru      | 1-0    | Equador   | [ 6 ]      |
| 17 de março | Argentina | 1-1    | Peru      | [ 6 ]      |

## Peru 1975

### Fase única
| Time      | Pts | J | V | E | D | GP | GC | SG |
| --------- | --- | - | - | - | - | -- | -- | -- |
| Uruguai   | 8   | 5 | 3 | 2 | 0 | 8  | 2  | +6 |
| Chile     | 8   | 5 | 3 | 2 | 0 | 6  | 0  | +6 |
| Argentina | 6   | 5 | 2 | 2 | 1 | 7  | 6  | +1 |
| Peru      | 4   | 5 | 1 | 2 | 2 | 4  | 8  | -4 |
| Brasil    | 2   | 5 | 1 | 0 | 4 | 6  | 7  | -1 |
| Bolívia   | 2   | 5 | 0 | 2 | 3 | 4  | 12 | -8 |

#### Partidas disputadas
| Data         | Mandante  | Placar | Visitante | Referência |
| ------------ | --------- | ------ | --------- | ---------- |
| 9 de agosto  | Peru      | 2-2    | Bolivia   | [ 7 ]      |
| 13 de agosto | Uruguay   | 3-0    | Peru      | [ 7 ]      |
| 16 de agosto | Chile     | 2-0    | Peru      | [ 7 ]      |
| 19 de agosto | Peru      | 1-0    | Brasil    | [ 7 ]      |
| 22 de agosto | Argenitna | 1-1    | Peru      | [ 7 ]      |

## Venezuela 1977

### Primeira fase
| Time      | Pts | J | V | E | D | GP | GC | SG |
| --------- | --- | - | - | - | - | -- | -- | -- |
| Paraguai  | 7   | 4 | 3 | 1 | 0 | 8  | 4  | +4 |
| Uruguai   | 6   | 4 | 2 | 2 | 0 | 6  | 2  | +4 |
| Peru      | 3   | 4 | 1 | 1 | 2 | 7  | 9  | -2 |
| Argentina | 2   | 4 | 0 | 2 | 2 | 3  | 5  | -2 |
| Venezuela | 2   | 4 | 0 | 2 | 2 | 1  | 5  | -4 |

#### Partidas disputadas
| Data        | Mandante | Placar | Visitante | Referência |
| ----------- | -------- | ------ | --------- | ---------- |
| 16 de abril | Paraguai | 5-3    | Peru      | [ 8 ]      |
| 18 de abril | Peru     | 1-1    | Venezuela | [ 8 ]      |
| 21 de abril | Peru     | 2-1    | Argentina | [ 8 ]      |
| 27 de abril | Uruguai  | 2-1    | Peru      | [ 8 ]      |

## Uruguay 1979

### Primeira fase
| Time      | P | J | V | E | D | GP | GC | SG  |
| --------- | - | - | - | - | - | -- | -- | --- |
| Uruguai   | 6 | 3 | 3 | 0 | 0 | 9  | 0  | +9  |
| Argentina | 4 | 3 | 2 | 0 | 1 | 9  | 1  | +8  |
| Peru      | 2 | 3 | 1 | 0 | 2 | 2  | 7  | -5  |
| Equador   | 0 | 3 | 0 | 0 | 3 | 0  | 12 | -12 |

#### Partidas disputadas
| Data          | Mandante  | Placar | Visitante | Referência |
| ------------- | --------- | ------ | --------- | ---------- |
| 13 de janeiro | Argentina | 4-0    | Peru      | [ 9 ]      |
| 18 de janeiro | Uruguai   | 3-0    | Peru      | [ 9 ]      |
| 22 de janeiro | Peru      | 2-0    | Equador   | [ 9 ]      |

## Bolívia 1983

### Primeira fase
| Time      | Pts | J | V | E | D | GP | GC | SG  |
| --------- | --- | - | - | - | - | -- | -- | --- |
| Argentina | 8   | 4 | 4 | 0 | 0 | 9  | 2  | +7  |
| Bolívia   | 4   | 4 | 2 | 0 | 2 | 9  | 7  | +2  |
| Paraguai  | 4   | 4 | 2 | 0 | 2 | 7  | 6  | +1  |
| Peru      | 2   | 4 | 1 | 0 | 3 | 11 | 9  | +2  |
| Venezuela | 2   | 4 | 1 | 0 | 3 | 2  | 14 | -12 |

#### Partidas disputadas
| Data          | Mandante  | Placar | Visitante | Referência |
| ------------- | --------- | ------ | --------- | ---------- |
| 22 de janeiro | Argentina | 2-0    | Peru      | [ 10 ]     |
| 24 de janeiro | Bolívia   | 3-1    | Peru      | [ 10 ]     |
| 26 de janeiro | Paraguai  | 4-2    | Peru      | [ 10 ]     |
| 28 de janeiro | Peru      | 8-0    | Venezuela | [ 10 ]     |

## Paraguai 1985

### Primeira fase
| Time      | Pts | J | V | E | D | GP | GC | SG  |
| --------- | --- | - | - | - | - | -- | -- | --- |
| Paraguai  | 7   | 4 | 3 | 1 | 0 | 14 | 2  | +12 |
| Uruguai   | 7   | 4 | 3 | 1 | 0 | 8  | 2  | +6  |
| Equador   | 3   | 4 | 1 | 1 | 2 | 5  | 7  | -2  |
| Peru      | 2   | 4 | 0 | 2 | 2 | 2  | 7  | -5  |
| Venezuela | 1   | 4 | 0 | 1 | 3 | 1  | 12 | -11 |

#### Partidas disputadas
| Data          | Mandante | Placar | Visitante | Referência          |
| ------------- | -------- | ------ | --------- | ------------------- |
| 8 de janeiro  | Equador  | 1-1    | Peru      | [carece de fontes?] |
| 11 de janeiro | Uruguai  | 2-0    | Peru      | [carece de fontes?] |
| 16 de janeiro | Paraguai | 3-0    | Peru      | [carece de fontes?] |
| 19 de janeiro | Peru     | 1-1    | Venezuela | [carece de fontes?] |

## Colômbia 1987

### Primeira fase
| Time      | Pts | J | V | E | D | GP | GC | SG |
| --------- | --- | - | - | - | - | -- | -- | -- |
| Argentina | 5   | 3 | 2 | 1 | 0 | 4  | 2  | +2 |
| Brasil    | 4   | 3 | 2 | 0 | 1 | 7  | 2  | +5 |
| Equador   | 3   | 3 | 1 | 1 | 1 | 2  | 3  | –1 |
| Peru      | 0   | 3 | 0 | 0 | 3 | 4  | 10 | –6 |

#### Partidas disputadas
| Data           | Mandante  | Placar | Visitante | Referência          |
| -------------- | --------- | ------ | --------- | ------------------- |
| 24 de janeiro  | Argentina | 3-2    | Peru      | [carece de fontes?] |
| 28 de janeiro  | Equador   | 2-1    | Peru      | [carece de fontes?] |
| 1 de fevereiro | Brasil    | 5-1    | Peru      | [carece de fontes?] |

## Argentina 1988

### Primeira fase
| Time      | Pts | J | V | E | D | GP | GC | SG |
| --------- | --- | - | - | - | - | -- | -- | -- |
| Argentina | 10  | 5 | 5 | 0 | 0 | 10 | 1  | +9 |
| Paraguai  | 6   | 5 | 3 | 0 | 2 | 10 | 6  | +4 |
| Israel    | 6   | 5 | 3 | 0 | 2 | 6  | 4  | +2 |
| Peru      | 5   | 5 | 2 | 1 | 2 | 5  | 7  | –2 |
| Chile     | 3   | 5 | 1 | 1 | 3 | 5  | 10 | –5 |
| Venezuela | 0   | 5 | 0 | 0 | 5 | 4  | 12 | –8 |

#### Partidas disputadas
| Data       | Mandante  | Placar | Visitante | Referência          |
| ---------- | --------- | ------ | --------- | ------------------- |
| 2 de maio  | Chile     | 1-1    | Peru      | [carece de fontes?] |
| 4 de maio  | Paraguai  | 2-0    | Peru      | [carece de fontes?] |
| 6 de maio  | Peru      | 2-1    | Israel    | [carece de fontes?] |
| 10 de maio | Argentina | 2-0    | Peru      | [carece de fontes?] |
| 12 de maio | Peru      | 2-1    | Venezuela | [carece de fontes?] |

## Venezuela 1991

### Primeira fase
| Time      | Pts | J | V | E | D | GP | GC | SG  |
| --------- | --- | - | - | - | - | -- | -- | --- |
| Paraguai  | 6   | 4 | 3 | 0 | 1 | 14 | 7  | +7  |
| Uruguai   | 6   | 4 | 2 | 2 | 0 | 10 | 3  | +7  |
| Equador   | 4   | 4 | 1 | 2 | 1 | 6  | 6  | 0   |
| Peru      | 2   | 4 | 0 | 2 | 2 | 4  | 8  | –4  |
| Venezuela | 2   | 4 | 1 | 0 | 3 | 7  | 17 | –10 |

#### Partidas disputadas
| Data           | Mandante  | Placar | Visitante | Referência          |
| -------------- | --------- | ------ | --------- | ------------------- |
| 1 de fevereiro | Venezuela | 2-1    | Peru      | [carece de fontes?] |
| 3 de fevereiro | Uruguai   | 1-1    | Peru      | [carece de fontes?] |
| 5 de fevereiro | Peru      | 0-0    | Equador   | [carece de fontes?] |
| 7 de fevereiro | Paraguai  | 5-2    | Peru      | [carece de fontes?] |

## Colômbia 1992

### Primeira fase
| Time     | Pts | J | V | E | D | GP | GC | SG |
| -------- | --- | - | - | - | - | -- | -- | -- |
| Colômbia | 5   | 3 | 2 | 1 | 0 | 4  | 1  | +3 |
| Uruguai  | 5   | 3 | 2 | 1 | 0 | 4  | 1  | +3 |
| Chile    | 2   | 3 | 1 | 0 | 2 | 2  | 2  | 0  |
| Peru     | 0   | 3 | 0 | 0 | 3 | 2  | 8  | –6 |

#### Partidas disputadas
| Data         | Mandante | Placar | Visitante | Referência          |
| ------------ | -------- | ------ | --------- | ------------------- |
| 16 de agosto | Colômbia | 3-1    | Peru      | [carece de fontes?] |
| 20 de agosto | Uruguai  | 3-1    | Peru      | [carece de fontes?] |
| 22 de agosto | Chile    | 2-0    | Peru      | [carece de fontes?] |

## Bolívia 1995

### Primeira fase
| Time      | Pts | J | V | E | D | GP | GC | SG |
| --------- | --- | - | - | - | - | -- | -- | -- |
| Argentina | 10  | 4 | 3 | 1 | 0 | 5  | 0  | +5 |
| Equador   | 9   | 4 | 3 | 0 | 1 | 7  | 2  | +5 |
| Bolívia   | 7   | 4 | 2 | 1 | 1 | 4  | 2  | +2 |
| Peru      | 3   | 4 | 1 | 0 | 3 | 4  | 7  | –3 |
| Venezuela | 0   | 4 | 0 | 0 | 4 | 1  | 10 | –9 |

#### Partidas disputadas
| Data          | Mandante  | Placar | Visitante | Referência          |
| ------------- | --------- | ------ | --------- | ------------------- |
| 10 de janeiro | Peru      | 0-2    | Argentina | [carece de fontes?] |
| 12 de janeiro | Peru      | 1-2    | Bolívia   | [carece de fontes?] |
| 14 de janeiro | Peru      | 1-2    | Equador   | [carece de fontes?] |
| 16 de janeiro | Venezuela | 1-2    | Peru      | [carece de fontes?] |

## Chile 1997

### Primeira fase
| Time      | Pts | J | V | E | D | GP | GC | SG  |
| --------- | --- | - | - | - | - | -- | -- | --- |
| Brasil    | 12  | 4 | 4 | 0 | 0 | 17 | 4  | +13 |
| Venezuela | 7   | 4 | 2 | 1 | 1 | 9  | 15 | –6  |
| Chile     | 6   | 4 | 2 | 0 | 2 | 8  | 8  | 0   |
| Peru      | 2   | 4 | 0 | 2 | 2 | 3  | 7  | –4  |
| Equador   | 1   | 4 | 0 | 1 | 3 | 1  | 4  | –3  |

#### Partidas disputadas
| Data          | Mandante | Placar | Visitante | Referência          |
| ------------- | -------- | ------ | --------- | ------------------- |
| 16 de janeiro | Chile    | 3-1    | Peru      | [carece de fontes?] |
| 21 de janeiro | Brasil   | 2-0    | Peru      | [carece de fontes?] |
| 23 de janeiro | Peru     | 2-2    | Venezuela | [carece de fontes?] |
| 25 de janeiro | Peru     | 0-0    | Equador   | [carece de fontes?] |

## Argentina 1999

### Primeira fase
| Time      | Pts | J | V | E | D | GP | GC | SG  |
| --------- | --- | - | - | - | - | -- | -- | --- |
| Argentina | 12  | 4 | 4 | 0 | 0 | 12 | 1  | +11 |
| Chile     | 9   | 4 | 3 | 0 | 1 | 12 | 4  | +8  |
| Peru      | 6   | 4 | 2 | 0 | 2 | 4  | 8  | -4  |
| Venezuela | 3   | 4 | 1 | 0 | 3 | 5  | 14 | -9  |
| Equador   | 0   | 4 | 0 | 0 | 4 | 3  | 9  | -6  |

#### Partidas disputadas
| Data          | Mandante | Placar | Visitante | Referência          |
| ------------- | -------- | ------ | --------- | ------------------- |
| 7 de janeiro  | Peru     | 2-1    | Venezuela | [carece de fontes?] |
| 11 de janeiro | Peru     | 0-2    | Argentina | [carece de fontes?] |
| 13 de janeiro | Equador  | 1-2    | Peru      | [carece de fontes?] |
| 15 de janeiro | Chile    | 4-0    | Peru      | [carece de fontes?] |

### Fase final
| Time      | Pts | J | V | E | D | GP | GC | SG  |
| --------- | --- | - | - | - | - | -- | -- | --- |
| Argentina | 12  | 5 | 4 | 0 | 1 | 9  | 2  | +7  |
| Uruguai   | 8   | 5 | 2 | 2 | 1 | 5  | 4  | +1  |
| Brasil    | 7   | 5 | 2 | 1 | 2 | 14 | 8  | +6  |
| Paraguai  | 6   | 5 | 2 | 0 | 3 | 6  | 8  | -2  |
| Peru      | 5   | 5 | 1 | 2 | 2 | 4  | 14 | -10 |
| Chile     | 4   | 5 | 1 | 1 | 3 | 8  | 10 | -2  |

## Equador 2001

### Primeira fase
| Time      | Pts | J | V | E | D | GP | GC | SG |
| --------- | --- | - | - | - | - | -- | -- | -- |
| Paraguai  | 8   | 4 | 2 | 2 | 0 | 6  | 3  | +3 |
| Brasil    | 7   | 4 | 2 | 1 | 1 | 6  | 3  | +3 |
| Equador   | 5   | 4 | 1 | 2 | 1 | 3  | 2  | +1 |
| Peru      | 4   | 4 | 1 | 1 | 2 | 5  | 9  | -4 |
| Venezuela | 2   | 4 | 0 | 2 | 2 | 4  | 7  | -3 |

#### Partidas disputadas
| Data          | Mandante  | Placar | Visitante | Referência          |
| ------------- | --------- | ------ | --------- | ------------------- |
| 12 de janeiro | Brasil    | 4-1    | Peru      | [carece de fontes?] |
| 15 de janeiro | Peru      | 0-2    | Equador   | [carece de fontes?] |
| 17 de janeiro | Venezuela | 2-3    | Peru      | [carece de fontes?] |
| 19 de janeiro | Peru      | 1-1    | Paraguai  | [carece de fontes?] |

## Uruguai 2003

### Primeira fase
| Time    | Pts | J | V | E | D | GP | GC | SG  |
| ------- | --- | - | - | - | - | -- | -- | --- |
| Brasil  | 12  | 4 | 4 | 0 | 0 | 15 | 0  | +15 |
| Uruguai | 9   | 4 | 3 | 0 | 1 | 10 | 4  | +6  |
| Equador | 6   | 4 | 2 | 0 | 2 | 4  | 6  | -2  |
| Bolívia | 3   | 4 | 1 | 0 | 3 | 3  | 14 | -11 |
| Peru    | 0   | 4 | 0 | 0 | 4 | 3  | 11 | -8  |

#### Partidas disputadas
| Data          | Mandante | Placar | Visitante | Referência          |
| ------------- | -------- | ------ | --------- | ------------------- |
| 4 de janeiro  | Brasil   | 3-0    | Peru      | [carece de fontes?] |
| 7 de janeiro  | Peru     | 1-4    | Uruguai   | [carece de fontes?] |
| 12 de janeiro | Bolívia  | 2-1    | Peru      | [carece de fontes?] |
| 13 de janeiro | Equador  | 2-1    | Peru      | [carece de fontes?] |

## Colômbia 2005

### Primeira fase
| Time      | Pts | J | V | E | D | GP | GC | SG  |
| --------- | --- | - | - | - | - | -- | -- | --- |
| Argentina | 10  | 4 | 3 | 1 | 0 | 14 | 1  | +13 |
| Colômbia  | 10  | 4 | 3 | 1 | 0 | 9  | 1  | +8  |
| Venezuela | 4   | 4 | 1 | 1 | 2 | 6  | 8  | -2  |
| Bolívia   | 2   | 4 | 0 | 2 | 2 | 4  | 13 | -9  |
| Peru      | 1   | 4 | 0 | 1 | 3 | 1  | 11 | -10 |

#### Partidas disputadas
| Data          | Mandante  | Placar | Visitante | Referência          |
| ------------- | --------- | ------ | --------- | ------------------- |
| 15 de janeiro | Colômbia  | 1-0    | Peru      | [carece de fontes?] |
| 17 de janeiro | Argentina | 6-0    | Peru      | [carece de fontes?] |
| 19 de janeiro | Peru      | 1-1    | Bolívia   | [carece de fontes?] |
| 21 de janeiro | Peru      | 0-3    | Venezuela | [carece de fontes?] |

## Paraguai 2007

### Plantel
| Nome                   | Equipe                 |
| Goleiros               | Goleiros               |
| ---------------------- | ---------------------- |
| Gianfranco Castellanos | Sporting Cristal       |
| Daniel Reyes           | Alianza Lima           |
| Defensores             |                        |
| Jaime Huerta           | Alianza Lima           |
| Christian Laura        | Sporting Cristal       |
| José Mesarina          | Alianza Lima           |
| Kerwin Peixoto         | Alianza Lima           |
| Nelinho Quina          | Alianza Atlético       |
| Christian Ramos        | Sporting Cristal       |
| Jeickson Reyes         | Deportivo La Unión     |
| Carlos Zambrano        | FC Schalke 04          |
| Meias                  |                        |
| Josepmir Ballón        | Universidad San Martín |
| Miguel Cardenas        | Alianza Lima           |
| Carlos Elías           | Alianza Lima           |
| Gianfranco Espejo      | Sporting Cristal       |
| Damián Ísmodes         | Sporting Cristal       |
| Atacantes              |                        |
| Orlando Allende        | Sporting Cristal       |
| Juan Luis Quiñónez     | Sport Boys             |
| Jesús Rey              | Universitario          |
| Dir. Técnico           |                        |
| José Pavoni            |                        |

### Primeira fase
| Time     | Pts | J | V | E | D | GP | GC | SG |
| -------- | --- | - | - | - | - | -- | -- | -- |
| Brasil   | 10  | 4 | 3 | 1 | 0 | 10 | 4  | +6 |
| Paraguai | 8   | 4 | 2 | 2 | 0 | 3  | 1  | +2 |
| Chile    | 6   | 4 | 2 | 0 | 2 | 10 | 7  | +3 |
| Bolívia  | 4   | 4 | 1 | 1 | 2 | 4  | 8  | -4 |
| Peru     | 0   | 4 | 0 | 0 | 4 | 4  | 11 | -7 |

#### Partidas disputadas
| Data          | Mandante | Placar | Visitante | Referência          |
| ------------- | -------- | ------ | --------- | ------------------- |
| 9 de janeiro  | Brasil   | 2-1    | Peru      | [carece de fontes?] |
| 11 de janeiro | Paraguai | 1-0    | Peru      | [carece de fontes?] |
| 13 de janeiro | Peru     | 2-4    | Chile     | [carece de fontes?] |
| 15 de janeiro | Peru     | 1-4    | Bolívia   | [carece de fontes?] |

## Venezuela 2009

### Plantel
| Nome                | Equipe                 |
| Goleiros            | Goleiros               |
| ------------------- | ---------------------- |
| Julio Aliaga        | Coronel Bolognesi      |
| Éder Hermoza        | Sport Áncash           |
| Defensores          |                        |
| Juan Barros         | Coronel Bolognesi      |
| Manuel Calderón     | Universitario          |
| Aldo Corzo          | Alianza Lima           |
| Néstor Duarte       | Universitario          |
| Carlos Zambrano     | FC Schalke 04          |
| Adrián Zela         | Coronel Bolognesi      |
| Meias               |                        |
| Anderson Cueto      | Lech Poznań            |
| Damián Ísmodes      | SD Eibar               |
| Reimond Manco       | PSV Eindhoven          |
| Junior Nuñez        | Universitario          |
| Ernesto Salazar     | Alianza Lima           |
| Joel Sánchez        | Total Chalaco          |
| Luis Trujillo       | Alianza Lima           |
| Atacantes           |                        |
| Luis Advíncula      | Juan Aurich            |
| Cristian La Torre   | Universitario          |
| Aurelio Saco-Vértiz | Universidad San Martín |
| Daniel Sánchez      | Sporting Cristal       |
| Manuel Tejada       | Sporting Cristal       |
| Dir. Técnico        |                        |
| Héctor Chumpitaz    |                        |

### Primeira fase
| Time      | Pts | J | V | E | D | GP | GC | SG |
| --------- | --- | - | - | - | - | -- | -- | -- |
| Venezuela | 6   | 4 | 1 | 3 | 0 | 5  | 3  | +2 |
| Argentina | 6   | 4 | 1 | 3 | 0 | 7  | 6  | +1 |
| Colômbia  | 6   | 4 | 1 | 3 | 0 | 4  | 3  | +1 |
| Equador   | 6   | 4 | 1 | 3 | 0 | 4  | 3  | +1 |
| Peru      | 0   | 4 | 0 | 0 | 4 | 3  | 8  | -5 |

#### Partidas disputadas
| Data          | Mandante  | Placar | Visitante | Referência          |
| ------------- | --------- | ------ | --------- | ------------------- |
| 19 de janeiro | Peru      | 1-2    | Equador   | [carece de fontes?] |
| 21 de janeiro | Colômbia  | 1-0    | Peru      | [carece de fontes?] |
| 23 de janeiro | Argentina | 2-1    | Peru      | [carece de fontes?] |
| 25 de janeiro | Peru      | 1-3    | Venezuela | [carece de fontes?] |

## Peru 2011

### Plantel
| Nome              | Equipe                    |
| Goleiros          | Goleiros                  |
| ----------------- | ------------------------- |
| Carlos Cáceda     | Universitario             |
| Víctor Ulloa      | Mannucci                  |
| Defensores        |                           |
| Carlos Ascues     | Alianza Lima              |
| Jorge Bosmediano  | Universidad San Martín    |
| Alexander Callens | Sport Boys                |
| Diego Donayre     | Alianza Lima              |
| José Granda       | Sporting Cristal          |
| Pedro Requena     | Universidad César Vallejo |
| Meias             |                           |
| Joazinho Arroé    | AC Siena                  |
| Christian Cueva   | Universidad San Martín    |
| Giovanny Morales  | Esther Grande de Bentin   |
| Osnar Noronha     | CN Iquitos                |
| Ángel Ojeda       | FBC Melgar                |
| Diego Otoya       | Universidad César Vallejo |
| Diago Portugal    | Alianza Lima              |
| Claudio Torrejón  | Sporting Cristal          |
| Benjamín Ubierna  | Universidad San Martín    |
| Renato Zapata     | León de Huánuco           |
| Atacantes         |                           |
| André Carrillo    | Alianza Lima              |
| Jorge Bazán       | Alianza Lima              |
| Dir. Técnico      |                           |
| Gustavo Ferrín    |                           |

### Primeira fase
| Time      | Pts | J | V | E | D | GP | GC | SG |
| --------- | --- | - | - | - | - | -- | -- | -- |
| Argentina | 10  | 4 | 3 | 1 | 0 | 8  | 4  | +4 |
| Chile     | 6   | 4 | 2 | 0 | 2 | 6  | 8  | -2 |
| Uruguai   | 4   | 4 | 1 | 1 | 2 | 6  | 5  | +1 |
| Peru      | 4   | 4 | 1 | 1 | 2 | 4  | 5  | -1 |
| Venezuela | 3   | 4 | 0 | 3 | 1 | 4  | 6  | -2 |

#### Partidas disputadas
| Data          | Mandante | Placar | Visitante | Referência          |
| ------------- | -------- | ------ | --------- | ------------------- |
| 16 de janeiro | Peru     | 0-2    | Chile     | [carece de fontes?] |
| 19 de janeiro | Peru     | 1-2    | Argentina | [carece de fontes?] |
| 24 de janeiro | Peru     | 1-1    | Venezuela | [carece de fontes?] |
| 27 de janeiro | Peru     | 2-0    | Uruguai   | [carece de fontes?] |

## Argentina 2013
Nesta edição aconteceria a melhor participação da seleção peruana na década, dessa vez em 2013, o Peru começou com um empate por 3 a 3 contra o Uruguai, depois venceria a Venezuela, na terceira rodada perderia para o Equador e na última, após vencer um jogo difícil contra o Brasil, o time se classificou para a fase final.[carece de fontes?]
A fase final não foi boa para o Peru, apenas no quarto jogo, eles conseguiram vencer, até a última rodada tinha chances de se classificar para a Copa do Mundo, mas um empate contra o Chile os deixou de fora.

### Plantel
| Nome               | Equipe                    |
| Goleiros           | Goleiros                  |
| ------------------ | ------------------------- |
| Patricio Álvarez   | Universitario             |
| Ángelo Campos      | Alianza Lima              |
| Andy Vidal         | Deportivo Municipal       |
| Defensores         |                           |
| Miguel Araujo      | Sport Huancayo            |
| Diego Chávez       | Universitario             |
| Marcos Ortíz       | Sporting Cristal          |
| Carlos Patrón      | Universitario             |
| Meias              |                           |
| Cristian Benavente | Real Madrid Castilla      |
| Wilder Cartagena   | Alianza Lima              |
| Victor Cedrón      | Universidad César Vallejo |
| Édison Flores      | Villarreal CF B           |
| Raziel García      | Universidad San Martín    |
| Alexi Gómez        | Universitario             |
| Rafael Guarderas   | Universitario             |
| Hernán Hinostroza  | SV Zulte Waregem          |
| Yordy Reyna        | Alianza Lima              |
| Renato Tapia       | Esther Grande de Bentin   |
| Claudio Torrejón   | Universidad San Martín    |
| Atacantes          |                           |
| Iván Bulos         | Sint-Truidense VV         |
| Jean Deza          | MŠK Žilina                |
| Andy Polo          | Universidad San Martín    |
| Dir. Técnico       |                           |
| Daniel Ahmed       |                           |

### Primeira fase
| Time      | Pts | J | V | E | D | GP | GC | SG |
| --------- | --- | - | - | - | - | -- | -- | -- |
| Peru      | 7   | 4 | 2 | 1 | 1 | 7  | 5  | +2 |
| Uruguai   | 6   | 4 | 1 | 3 | 0 | 10 | 9  | +1 |
| Equador   | 5   | 4 | 1 | 2 | 1 | 5  | 5  | 0  |
| Venezuela | 4   | 4 | 1 | 1 | 2 | 3  | 4  | –1 |
| Brasil    | 4   | 4 | 1 | 1 | 2 | 4  | 6  | –2 |

#### Partidas disputadas
| Data          | Mandante | Placar | Visitante | Referência          |
| ------------- | -------- | ------ | --------- | ------------------- |
| 10 de janeiro | Uruguai  | 3-3    | Peru      | [carece de fontes?] |
| 14 de janeiro | Peru     | 1-0    | Venezuela | [carece de fontes?] |
| 16 de janeiro | Equador  | 2-1    | Peru      | [carece de fontes?] |
| 18 de janeiro | Brasil   | 0-2    | Peru      | [carece de fontes?] |

### Fase final
| Time     | Pts | J | V | E | D | GP | GC | SG |
| -------- | --- | - | - | - | - | -- | -- | -- |
| Colômbia | 12  | 5 | 4 | 0 | 1 | 6  | 3  | +3 |
| Paraguai | 10  | 5 | 3 | 1 | 1 | 7  | 4  | +3 |
| Uruguai  | 9   | 5 | 3 | 0 | 2 | 5  | 3  | +2 |
| Chile    | 7   | 5 | 2 | 1 | 2 | 7  | 6  | +1 |
| Peru     | 5   | 5 | 1 | 2 | 2 | 6  | 8  | –2 |
| Equador  | 0   | 5 | 0 | 0 | 5 | 4  | 11 | –7 |

#### Partidas disputadas
| Data           | Mandante | Placar | Visitante | Referência          |
| -------------- | -------- | ------ | --------- | ------------------- |
| 20 de janeiro  | Peru     | 1-3    | Uruguai   | [carece de fontes?] |
| 23 de janeiro  | Peru     | 1-1    | Paraguai  | [carece de fontes?] |
| 27 de janeiro  | Peru     | 0-1    | Colômbia  | [carece de fontes?] |
| 30 de janeiro  | Peru     | 3-2    | Equador   | [carece de fontes?] |
| 3 de fevereiro | Chile    | 1-1    | Peru      | [carece de fontes?] |

## Uruguai 2015

### Plantel
| Nome                   | Equipe                    |
| Goleiros               | Goleiros                  |
| ---------------------- | ------------------------- |
| Carlos Grados          | Sporting Cristal          |
| Daniel Prieto          | Alianza Lima              |
| Karlo Sánchez          | Unión Huaral              |
| Defensores             |                           |
| Luis Abram             | Sporting Cristal          |
| Brian Bernaola         | Sporting Cristal          |
| Francisco Duclós       | Celta Vigo B              |
| Aldair Perleche        | Juan Aurich               |
| Aldair Ramos           | Alianza Lima              |
| Jeremy Rostaing        | Universidad César Vallejo |
| Diego Zurek            | Universidad San Martín    |
| Meias                  |                           |
| Pedro Aquino           | Sporting Cristal          |
| Fernando Canales       | Alianza Lima              |
| Miguel Carranza        | Unión Comercio            |
| Alexis Cossio          | Sporting Cristal          |
| Luiz Da Silva          | Sporting Cristal          |
| Renzo Garcés           | Universidad San Martín    |
| Emmanuel Páucar        | Universitario             |
| Sergio Peña            | Granada CF B              |
| Andy Reátegui          | Universitario             |
| Adrián Ugarriza        | Universidad San Martín    |
| Atacantes              |                           |
| Aurelio Gonzáles Vigil | FBC Melgar                |
| Alexander Succar       | Sporting Cristal          |
| Taotao Xiao            | Universitario             |
| Dir. Técnico           |                           |
| Víctor Rivera          |                           |

### Primeira fase
| Time      | Pts | J | V | E | D | GP | GC | SG  |
| --------- | --- | - | - | - | - | -- | -- | --- |
| Argentina | 9   | 4 | 3 | 0 | 1 | 14 | 5  | +9  |
| Paraguai  | 7   | 4 | 2 | 1 | 1 | 7  | 5  | +2  |
| Peru      | 7   | 4 | 2 | 1 | 1 | 6  | 7  | –1  |
| Equador   | 6   | 4 | 2 | 0 | 2 | 9  | 8  | +1  |
| Bolívia   | 0   | 4 | 0 | 0 | 4 | 2  | 13 | –11 |

#### Partidas disputadas
| Data          | Mandante  | Placar | Visitante | Referência          |
| ------------- | --------- | ------ | --------- | ------------------- |
| 16 de janeiro | Equador   | 0-2    | Peru      | [carece de fontes?] |
| 18 de janeiro | Argentina | 6-2    | Peru      | [carece de fontes?] |
| 20 de janeiro | Bolívia   | 0-1    | Peru      | [carece de fontes?] |
| 22 de janeiro | Paraguai  | 1-1    | Peru      | [carece de fontes?] |

### Fase final
| Time      | Pts | J | V | E | D | GP | GC | SG |
| --------- | --- | - | - | - | - | -- | -- | -- |
| Argentina | 13  | 5 | 4 | 1 | 0 | 10 | 2  | +8 |
| Colômbia  | 9   | 5 | 2 | 3 | 0 | 7  | 2  | +5 |
| Uruguai   | 8   | 5 | 2 | 2 | 1 | 6  | 3  | +3 |
| Brasil    | 7   | 5 | 2 | 1 | 2 | 7  | 5  | +2 |
| Peru      | 3   | 5 | 1 | 0 | 4 | 5  | 14 | –9 |
| Paraguai  | 1   | 5 | 0 | 1 | 4 | 1  | 10 | –9 |

#### Partidas disputadas
| Data           | Mandante  | Placar | Visitante | Referência          |
| -------------- | --------- | ------ | --------- | ------------------- |
| 26 de janeiro  | Argentina | 2-0    | Peru      | [carece de fontes?] |
| 29 de janeiro  | Uruguai   | 3-1    | Peru      | [carece de fontes?] |
| 1 de fevereiro | Peru      | 1-3    | Colômbia  | [carece de fontes?] |
| 4 de fevereiro | Peru      | 0-5    | Brasil    | [carece de fontes?] |
| 7 de fevereiro | Paraguai  | 1-3    | Peru      | [carece de fontes?] |

## Equador 2017

### Plantel
| Nome              | Equipe                 |
| Goleiros          | Goleiros               |
| ----------------- | ---------------------- |
| Carlos Gómez      | Alianza Lima           |
| Ángel Zamudio     | Unión Comercio         |
| Defensores        |                        |
| Gianfranco Chávez | Sporting Cristal       |
| Aldair Fuentes    | Alianza Lima           |
| Marcos López      | Universidad San Martín |
| José Luján        | Universidad San Martín |
| Christian Sánchez | Sporting Cristal       |
| Meias             |                        |
| Ronaldo Andia     | Sport Huancayo         |
| Miguel Castro     | Juan Aurich            |
| Marck Estrella    | Universidad San Martín |
| Juan Huangal      | Sport Rosario          |
| Rudy Palomino     | Cienciano              |
| Gerald Távara     | Sporting Cristal       |
| Raúl Tito         | Universitario          |
| Adrián Ugarriza   | Universitario          |
| Atacantes         |                        |
| José Cotrina      | Alianza Lima           |
| Relly Fernández   | Mannucci               |
| Luis Ibérico      | FBC Melgar             |
| Fernando Pacheco  | Sporting Cristal       |
| Kevin Quevedo     | Alianza Lima           |
| Bryan Reyna       | RCD Mallorca B         |
| Taotao Xiao       | Universitario          |
| Dir. Técnico      |                        |
| Fernando Nogara   |                        |

### Primeira fase
| Time      | Pts | J | V | E | D | GP | GC | SG |
| --------- | --- | - | - | - | - | -- | -- | -- |
| Uruguai   | 8   | 4 | 2 | 2 | 0 | 8  | 3  | +5 |
| Argentina | 6   | 4 | 1 | 3 | 0 | 9  | 5  | +4 |
| Venezuela | 4   | 4 | 0 | 4 | 0 | 1  | 1  | 0  |
| Bolívia   | 4   | 4 | 1 | 1 | 2 | 3  | 8  | –5 |
| Peru      | 2   | 4 | 0 | 2 | 2 | 2  | 6  | −4 |

#### Partidas disputadas
| Data          | Mandante  | Placar | Visitante | Referência          |
| ------------- | --------- | ------ | --------- | ------------------- |
| 19 de janeiro | Argentina | 1-1    | Peru      | [carece de fontes?] |
| 21 de janeiro | Peru      | 0-2    | Bolívia   | [carece de fontes?] |
| 23 de janeiro | Peru      | 1-1    | Venezuela | [carece de fontes?] |
| 25 de janeiro | Uruguai   | 2-0    | Peru      | [carece de fontes?] |

## Chile 2019

### Plantel
Em 12 de janeiro de 2019, foi divulgada a lista de jogadores convocados.
| Nome                 | Equipe                 |
| Goleiros             | Goleiros               |
| -------------------- | ---------------------- |
| Jeremy Aguirre       | Sport Boys             |
| Emile Franco         | Sporting Cristal       |
| Diego Romero         | Universitario          |
| Defensores           |                        |
| Jonathan Bilbao      | Universidad San Martín |
| Dylan Caro           | Unión Huaral           |
| Alec Deneumostier    | FBC Melgar             |
| Junior Huerto        | Universidad San Martín |
| Marcos López         | San Jose Earthquakes   |
| Franco Medina        | Alianza Lima           |
| Alessandro Milesi    | Brescia Calcio         |
| Fabio Rojas          | UTC                    |
| Marco Saravia        | Deportivo Municipal    |
| Brayan Velarde       | Universitario          |
| José Zevallos        | Universitario          |
| Meias                |                        |
| Jairo Concha         | Universidad San Martín |
| Jesús Pretell        | Sporting Cristal       |
| Walter Tandazo       | FBC Melgar             |
| Gerald Távara        | Sporting Cristal       |
| Atacantes            |                        |
| José Bolivar         | Universidad San Martín |
| Sebastián Gonzales   | Sport Boys             |
| Oslimg Mora          | Alianza Lima           |
| Christopher Olivares | Sporting Cristal       |
| Fernando Pacheco     | Sporting Cristal       |
| Dir. Técnico         |                        |
| Daniel Ahmed         |                        |

### Primeira fase
| Time      | Pts | J | V | E | D | GP | GC | SG |
| --------- | --- | - | - | - | - | -- | -- | -- |
| Equador   | 9   | 4 | 3 | 0 | 1 | 8  | 4  | +4 |
| Argentina | 7   | 4 | 2 | 1 | 1 | 3  | 2  | +1 |
| Uruguai   | 6   | 4 | 2 | 0 | 2 | 4  | 3  | +1 |
| Paraguai  | 4   | 4 | 1 | 1 | 2 | 2  | 5  | –3 |
| Peru      | 3   | 4 | 1 | 0 | 3 | 2  | 5  | –3 |

#### Partidas disputadas
| Data          | Lugar  | Mandante  | Placar | Visitante | Referência          |
| ------------- | ------ | --------- | ------ | --------- | ------------------- |
| 18 de janeiro | Talca  | Uruguai   | 0-1    | Peru      | [carece de fontes?] |
| 22 de janeiro | Talca  | Paraguai  | 1-0    | Peru      | [carece de fontes?] |
| 24 de janeiro | Curicó | Peru      | 1-3    | Equador   | [carece de fontes?] |
| 26 de janeiro | Talca  | Argentina | 1-0    | Peru      | [carece de fontes?] |

## Colômbia 2023

### Primeira fase
| Time      | Pts | J | V | E | D | GP | GC | SG |
| --------- | --- | - | - | - | - | -- | -- | -- |
| Brasil    | 10  | 4 | 3 | 1 | 0 | 9  | 3  | +6 |
| Colômbia  | 8   | 4 | 2 | 2 | 0 | 5  | 3  | +2 |
| Paraguai  | 7   | 4 | 2 | 1 | 1 | 5  | 4  | +1 |
| Argentina | 3   | 4 | 1 | 0 | 3 | 3  | 6  | –3 |
| Peru      | 0   | 4 | 0 | 0 | 4 | 1  | 7  | –6 |

#### Partidas disputadas
| Data          | Lugar | Mandante  | Placar | Visitante | Referência |
| ------------- | ----- | --------- | ------ | --------- | ---------- |
| 19 de janeiro |       | Peru      | 0-3    | Brasil    |            |
| 21 de janeiro |       | Peru      | 1-2    | Colômbia  |            |
| 23 de janeiro |       | Paraguai  | 1-0    | Peru      |            |
| 25 de janeiro |       | Argentina | 1-0    | Peru      |            |

## Venezuela 2025

### Primeira fase
| Time      | Pts | J | V | E | D | GP | GC | SG |
| --------- | --- | - | - | - | - | -- | -- | -- |
| Uruguai   | 9   | 4 | 3 | 0 | 1 | 10 | 2  | +8 |
| Paraguai  | 9   | 4 | 3 | 0 | 1 | 5  | 8  | -3 |
| Chile     | 6   | 4 | 2 | 0 | 2 | 7  | 7  | 0  |
| Venezuela | 6   | 4 | 2 | 0 | 2 | 6  | 3  | +3 |
| Peru      | 0   | 4 | 0 | 0 | 4 | 3  | 11 | -8 |

#### Partidas disputadas
| Data          | Lugar | Mandante | Placar | Visitante | Referência |
| ------------- | ----- | -------- | ------ | --------- | ---------- |
| 23 de janeiro |       | Peru     | 1-2    | Paraguai  |            |
| 25 de janeiro |       | Peru     | 0-4    | Venezuela |            |
| 27 de janeiro |       | Chile    | 3-2    | Peru      |            |
| 29 de janeiro |       | Uruguai  | 2-0    | Peru      |            |

## Desempenho
| Desempenho no Campeonato Sul-Americano de Futebol Sub-20 | Desempenho no Campeonato Sul-Americano de Futebol Sub-20 | Desempenho no Campeonato Sul-Americano de Futebol Sub-20 | Desempenho no Campeonato Sul-Americano de Futebol Sub-20 | Desempenho no Campeonato Sul-Americano de Futebol Sub-20 | Desempenho no Campeonato Sul-Americano de Futebol Sub-20 | Desempenho no Campeonato Sul-Americano de Futebol Sub-20 | Desempenho no Campeonato Sul-Americano de Futebol Sub-20 |
| Ano                                                      | Fase                                                     | J                                                        | V                                                        | E[i]                                                     | D                                                        | GP                                                       | GC                                                       |
| -------------------------------------------------------- | -------------------------------------------------------- | -------------------------------------------------------- | -------------------------------------------------------- | -------------------------------------------------------- | -------------------------------------------------------- | -------------------------------------------------------- | -------------------------------------------------------- |
| 1954                                                     | Quarto Lugar                                             | 6                                                        | 1                                                        | 3                                                        | 2                                                        | 9                                                        | 11                                                       |
| 1958                                                     | Quarto Lugar                                             | 5                                                        | 2                                                        | 2                                                        | 1                                                        | 13                                                       | 13                                                       |
| 1964                                                     | 1ª fase                                                  | 6                                                        | 2                                                        | 1                                                        | 3                                                        | 7                                                        | 9                                                        |
| 1967                                                     | Quarto Lugar                                             | 5                                                        | 2                                                        | 1                                                        | 2                                                        | 9                                                        | 7                                                        |
| 1971                                                     | Quarto Lugar                                             | 5                                                        | 2                                                        | 1                                                        | 2                                                        | 6                                                        | 7                                                        |
| 1974                                                     | 1ª fase                                                  | 3                                                        | 1                                                        | 2                                                        | 0                                                        | 3                                                        | 2                                                        |
| 1975                                                     | Quarto Lugar                                             | 5                                                        | 1                                                        | 2                                                        | 2                                                        | 4                                                        | 8                                                        |
| 1977                                                     | 1ª fase                                                  | 4                                                        | 1                                                        | 1                                                        | 2                                                        | 7                                                        | 9                                                        |
| 1979                                                     | 1ª fase                                                  | 3                                                        | 1                                                        | 0                                                        | 2                                                        | 2                                                        | 7                                                        |
| 1983                                                     | 1ª fase                                                  | 4                                                        | 1                                                        | 0                                                        | 3                                                        | 11                                                       | 9                                                        |
| 1985                                                     | 1ª fase                                                  | 4                                                        | 0                                                        | 2                                                        | 2                                                        | 2                                                        | 7                                                        |
| 1987                                                     | 1ª fase                                                  | 3                                                        | 0                                                        | 0                                                        | 3                                                        | 4                                                        | 10                                                       |
| 1988                                                     | 1ª fase                                                  | 5                                                        | 2                                                        | 1                                                        | 2                                                        | 5                                                        | 7                                                        |
| 1991                                                     | 1ª fase                                                  | 4                                                        | 0                                                        | 2                                                        | 2                                                        | 4                                                        | 8                                                        |
| 1992                                                     | 1ª fase                                                  | 3                                                        | 0                                                        | 0                                                        | 3                                                        | 2                                                        | 8                                                        |
| 1995                                                     | 1ª fase                                                  | 4                                                        | 1                                                        | 0                                                        | 3                                                        | 4                                                        | 7                                                        |
| 1997                                                     | 1ª fase                                                  | 4                                                        | 0                                                        | 2                                                        | 2                                                        | 3                                                        | 7                                                        |
| 1999                                                     | 1ª fase                                                  | 9                                                        | 3                                                        | 2                                                        | 5                                                        | 8                                                        | 22                                                       |
| 2001                                                     | 1ª fase                                                  | 4                                                        | 1                                                        | 1                                                        | 2                                                        | 5                                                        | 9                                                        |
| 2003                                                     | 1ª fase                                                  | 4                                                        | 0                                                        | 0                                                        | 4                                                        | 4                                                        | 15                                                       |
| 2005                                                     | 1ª fase                                                  | 4                                                        | 0                                                        | 1                                                        | 3                                                        | 1                                                        | 11                                                       |
| 2007                                                     | 1ª fase                                                  | 4                                                        | 0                                                        | 0                                                        | 4                                                        | 4                                                        | 11                                                       |
| 2009                                                     | 1ª fase                                                  | 4                                                        | 0                                                        | 0                                                        | 4                                                        | 3                                                        | 8                                                        |
| 2011                                                     | 1ª fase                                                  | 4                                                        | 1                                                        | 1                                                        | 2                                                        | 4                                                        | 5                                                        |
| 2013                                                     | Fase final                                               | 9                                                        | 3                                                        | 3                                                        | 3                                                        | 13                                                       | 13                                                       |
| 2015                                                     | Fase final                                               | 9                                                        | 3                                                        | 1                                                        | 5                                                        | 11                                                       | 21                                                       |
| 2017                                                     | 1ª fase                                                  | 4                                                        | 0                                                        | 2                                                        | 2                                                        | 2                                                        | 6                                                        |
| 2019                                                     | 1ª fase                                                  | 4                                                        | 1                                                        | 0                                                        | 3                                                        | 2                                                        | 5                                                        |
| 2023                                                     | 1ª fase                                                  | 4                                                        | 0                                                        | 0                                                        | 4                                                        | 1                                                        | 7                                                        |
| 2025                                                     | 1ª fase                                                  | 4                                                        | 0                                                        | 0                                                        | 4                                                        | 3                                                        | 11                                                       |
| Total                                                    | 0 títulos                                                | 140                                                      | 29                                                       | 31                                                       | 81                                                       | 157                                                      | 283                                                      |